# Antipyrine
Antipyrine is een geneesmiddel met pijnstillende en antipyretische werking, ook wel bekend als fenazon. De chemische formule is C11H12N2O.
Antipyrine kan ook worden gebruikt om de totale hoeveelheid lichaamswater te meten, want er treedt noch plasma- noch weefselbinding op.